# Pumanque
Pumanque è un comune del Cile della provincia di Colchagua nella Regione del Libertador General Bernardo O'Higgins. Al censimento del 2002 possedeva una popolazione di 3.447 abitanti.

## Società

### Evoluzione demografica
| Censimento del 1992 | Censimento del 2002 |
| 3.773 ab.           | 3.447 ab.           |